# Nothopleurus lobigenis
Nothopleurus lobigenis là một loài bọ cánh cứng trong họ Cerambycidae.